# Carmen Losmann

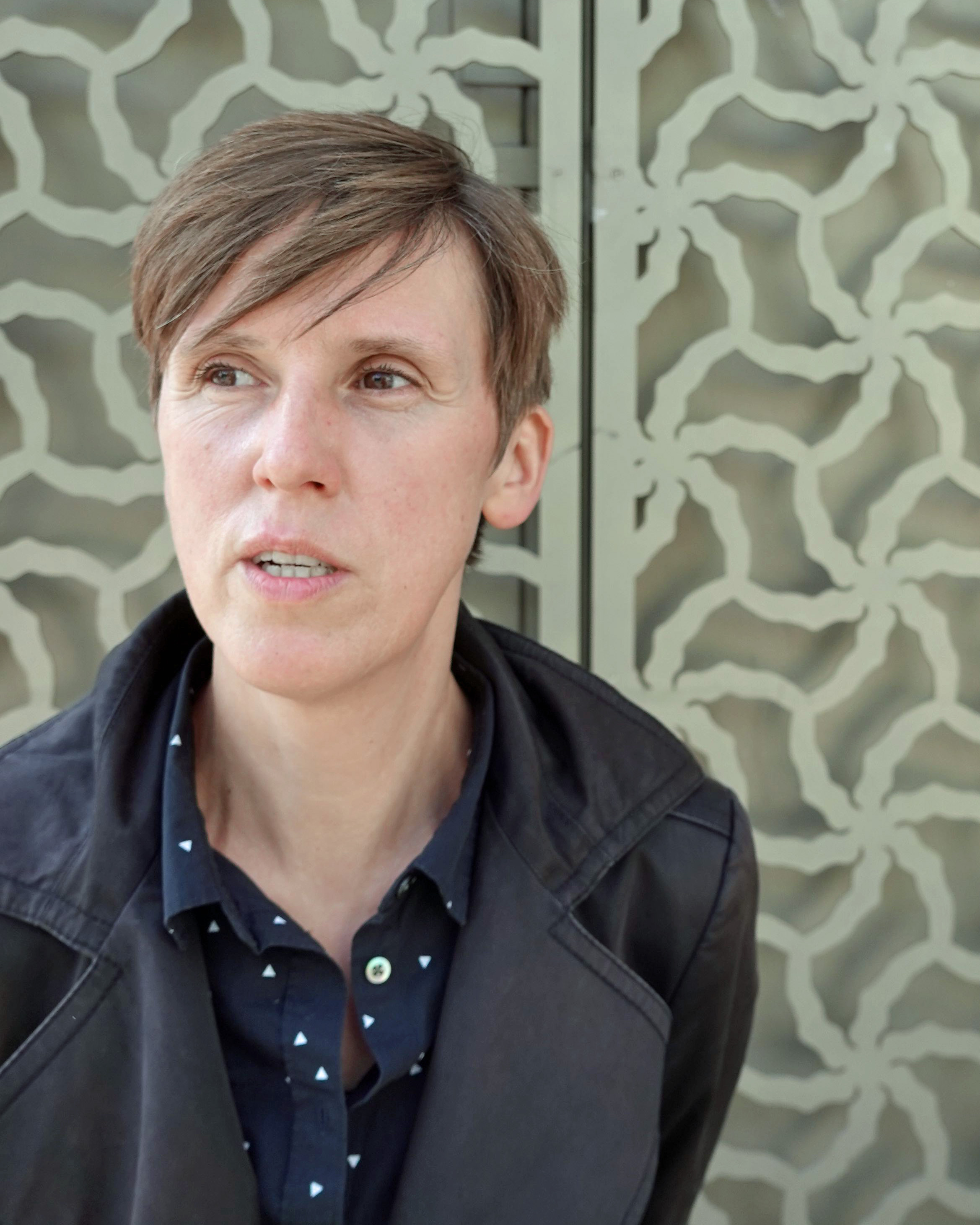
Carmen Losmann, September 2020 beim Zürich Film Festival

Carmen Losmann (* 1978 in Crailsheim) ist eine deutsche Filmregisseurin und Drehbuchautorin.

## Leben
Carmen Losmann studierte zunächst drei Jahre Marketing in England und schloss das Studium mit einem Bachelor ab. Von 2003 bis 2008 studierte sie an der Kunsthochschule für Medien Köln im Fachbereich Film/Fernsehen. Filmische Vorbilder sind für Losmann die Regisseure Harun Farocki, Fred Wiseman und Hartmut Bitomsky.
Während des Studiums realisierte sie bereits Dokumentarfilme, in denen sie sich mit dem Themenkomplex Arbeitswelt befasste. Der 2011 auf dem DOK Leipzig im Internationalen Wettbewerb uraufgeführte Film Work Hard – Play Hard wurde mit zahlreichen Preisen ausgezeichnet.
2012 gewann sie das Gerd-Ruge-Projektstipendium für ihr Dokumentarfilmprojekt Hypo Real. 2013 gründete sie gemeinsam mit Hannes Lang und Mareike Wegener die Produktionskooperative Petrolio, in deren Rahmen Hypo Real produziert und unter dem Titel Oeconomia veröffentlicht wurde. Der Film entstand in Koproduktion mit den Fernsehsendern ZDF und 3sat und hatte seine Weltpremiere in der Sektion Forum auf der Berlinale 2020. Im Oktober 2020 kam er in die deutschen Kinos.
Losmann lebt und arbeitet in Templin und Köln.

## Filmografie
- 2005: Arbeit am Ende (Dokumentarfilm)
- 2006: Lindenstraße: Finstere Weihnacht (Fernsehfilm, Sonderfolge vom 22. Dezember 2006)
- 2009: Nicht wie jeder (Dokumentarfilm)
- 2011: Work Hard – Play Hard (Dokumentarfilm)
- 2020: Oeconomia (Dokumentarfilm)

## Auszeichnungen
- 2011 FIPRESCI-Preis (Preis der internationalen Filmkritik), Preis der Ökumenischen Jury und Healthy Workplaces Film Award beim DOK Leipzig für Work Hard Play Hard
- 2011 Goldener Schlüssel des Kasseler Dokumentarfilm- und Videofestes für Work Hard Play Hard
- 2012 Lobende Erwähnung beim Documentary Edge Festival in Neuseeland für Work Hard Play Hard
- 2014: Grimme-Preis für Work Hard – Play Hard[7]
- 2022: Grimme-Preis für Oeconomia[8]

## Schriften
- mit Eva Bockenheimer und Stephan Siemens: Work Hard Play Hard. Das Buch zum Film. Schüren-Verlag, Marburg 2013, ISBN 978-3-89472-852-6.